# Quercus lobata

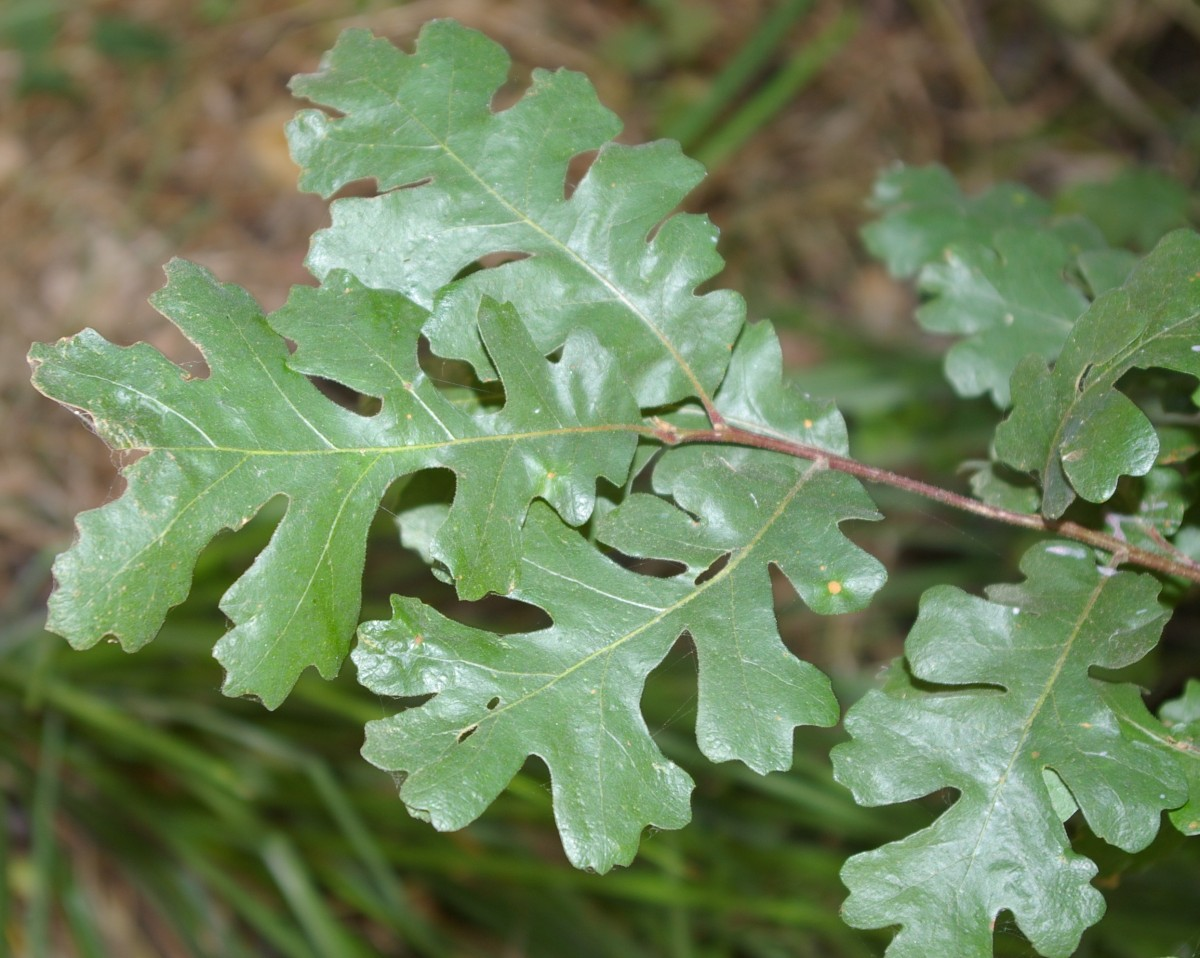
Fulles del roure de les valls en Parc estatal Caswell Memorial en la Vall de San Joaquín, Califòrnia

El Quercus lobata, normalment anomenat Roure de les valls, és un arbre que pertany a la família de les fagàcies que creix fins a convertir-se en el més gran dels roures de Nord-amèrica.
És un endemisme de Califòrnia, on creix les càlides valls i vessants interiors.
Els exemplars madurs poden arribar a una edat de fins a 600 anys. Aquest roure caducifoli requereix un accés a l'aigua subterrània durant tot l'any.
La seva escorça és gruixuda i amb crestes, que recorda a la pell de l'aligator. Les fulles profundament lobulades del roure de les valls ajuda a la seva ràpida identificació.
El robust tronc del roure de les valls pot arribar de dos a tres metres de diàmetre i la seva estatura imponent pot superar els 30 metres d'alçada. Les branques tenen forma irregular, estenent i arquejant l'aparença fins a produir una silueta profunda sense fulles al cel clar d'hivern. Durant la tardor les fulles es tornen un color entre groc i taronja clar però acaben sent marrons a mitjans a finals de tardor. A l'edat avançada de les branques de fet assumeixen un aspecte caigut característic.
Normalment, les fulles són de cinc a deu centímetres de longitud i són arrodonides, però profundament lobulades. L'amplada de la fulla és aproximadament la meitat de la seva longitud. Cada fulla és de color verd mat amb una aparença de color verd pàl·lid a la cara inferior de la fulla i a més a més, la fulla està coberta d'abundants cilis suaus, que dona una sensació vellutada. Quan una fulla fresca es refrega o es trenca, surt un aromàtic olor, que evoca al d'un bosc. La fusta és un marró apagat que s'apropa al groc, i no s'ha utilitzat massa per a la producció de fusta.